# Stefan Potocki de Braclaw
Stefan Potocki de Braclaw (ucraïnès: Стефан Потоцький) era un polític ucraïnès, nascut a Kàmianets-Podilski (Ucraïna) el 2 de març de 1568 i mort el 5 de març de 1631. Era fill de Nicolau Potocki (1518-1572) i d'Anna Czerminska (1525-1579).
Va ser militar i Governador de Bràtslav (Braclaw). El 1607 va participar en la campanya de Moldàvia, i en una nova campanya el 1612 va ser derrotat pels turcs a la batalla de Sasovo Horn, on va ser fet presoner.

## Matrimoni i fills
El 1606 es va casar amb la princesa de Moldàvia Maria Mohylanka (1592-1638), filla de Jeremies Mohyla (1555-1606) i d'Elzbieta Csomortany de Losoncz (1571-1617). Fruit d'aquest matrimoni nasqueren:
- Piotr Potocki, (1610-1648.
- Paul Potocki, (1612-1674).
- Jan Potocki, (1614-1676.
- Anna Potocka (1615-1690), casada amb Domènec Alexandre Kazanoswski (1605-1648).
- Caterina Potocka (1616-1642), casada amb el príncep Janusz de Radziwill (1612-1655)
- Sofia Potocka (1618- ?)
- Dominik Potocki